# Bogdan Bronisław Goetzen
Bogdan Bronisław Goetzen (ur. 10 maja 1925 w Częstochowie, zm. 13 czerwca 2010 w Raciborowicach) – polski lekarz, neuroanatom, angiolog.
W latach 1946–1951 studiował medycynę na Akademii Medycznej w Łodzi. Dyplom lekarza uzyskał w 1952, następnie specjalizował się w chorobach wewnętrznych. Od 1957 pracował naukowo w dziedzinie anatomii prawidłowej. Od 1952 kierował Pracownią Anatomiczną Oddziału Stomatologicznego Akademii Medycznej w Łodzi, a od 1972 kierował samodzielną Pracownią Angiologii OUN Katedry Neurologii. 
W 1950 otrzymał tytuł doktora, w 1966 doktora habilitowanego, w 1976 docenta, w 1987 tytuł profesora.
Pochowany na Starym Cmentarzu przy ul. Ogrodowej w Łodzi, w części katolickiej.

## Wybrane prace
- Atlas unaczynienia wewnętrznego mózgowia człowieka i zwierząt doświadczalnych. Anatomia: opisowa, topograficzna, porównawcza i patologiczna. Wrocław: Ossolineum, 1996
- Atlas anatomiczny budowy wewnętrznej żuchwy człowieka w okresie dziecięcym dorosłym i starczym oraz w zmianach patologicznych. Warszawa: PZWL, 1977.